# إكسافير جيناولي
إكسافير جيناولي (بالفرنسية: Xavier Giannoli) (و. 1972  م) هو كاتب سيناريو، ومنتج أفلام، ومخرج أفلام فرنسي، ولد في نويي-سور-سين.

## جوائز
حصل على جوائز منها:
- فارس وسام الفنون والآداب.

## وصلات خارجية
- إكسافير جيناولي على موقع IMDb (الإنجليزية)
- إكسافير جيناولي على موقع قاعدة بيانات الأفلام العربية
- إكسافير جيناولي على موقع ألو سيني (الفرنسية)
- إكسافير جيناولي على موقع أول موفي (الإنجليزية)
- إكسافير جيناولي على موقع قاعدة بيانات الأفلام السويدية (السويدية)
- إكسافير جيناولي على موقع قاعدة بيانات الفيلم (الإنجليزية)
- إكسافير جيناولي على موقع كينوبويسك (الروسية)